# Matrix Revolutions
Matrix Revolutions (Originaltitel The Matrix Revolutions) ist ein im November 2003 veröffentlichter Science-Fiction-Film und ist der dritte Teil der Matrix-Filme, welche mit Matrix aus dem Jahr 1999 begann und mit Matrix Reloaded im Mai 2003 fortgeführt wurde. Wie in den vorausgegangenen Filmen schrieben die Wachowskis das Drehbuch und führten Regie. Die Hauptrollen wurden unverändert mit Keanu Reeves, Laurence Fishburne, Carrie-Anne Moss und Hugo Weaving besetzt. Der Film startete am 5. November 2003 in den deutschen Kinos.
Im Dezember 2021 erschien der vierte Teil Matrix Resurrections in den Kinos.

## Handlung
Die Handlung schließt unmittelbar an das Ende von Matrix Reloaded an: Neo liegt ohnmächtig an Bord des Hovercrafts Hammer. Nachdem er mehrere Wächter ausgeschaltet hatte, fiel er scheinbar in ein Koma. Jedoch gleichen die bei ihm gemessenen Gehirnaktivitäten nicht denen eines Menschen im Koma, sondern einer Person, die sich in die Matrix eingeklinkt hat. Bane, der einzige Überlebende aus der vorausgegangenen Schlacht gegen die Maschinen, befindet sich ebenfalls ohnmächtig an Bord. In Matrix Reloaded wurde Bane von Smith überschrieben, während er seinen Rücktransfer aus der Matrix einleitete, wodurch Smiths „Geist“ – anstelle von Banes – in dessen Körper zurücktransferiert wurde.
Aufgrund der Gehirnaktivitäten lässt Morpheus in der Matrix nach Neo suchen. Neo befindet sich allerdings an einem Ort zwischen der Matrix und der Maschinenwelt. Diese Zwischenwelt stellt sich als eine Art U-Bahn-Station dar. Als Neo auf dem Bahnsteig erwacht, findet er dort ein kleines Mädchen namens Sati und dessen Eltern vor, die auf das Programm „Trainman“ und dessen Zug warten. Die Eltern stellen sich als Programme vor, die ihre Tochter in die Matrix schmuggeln wollen. Die Tochter wurde von den Eltern nur aus Liebe erschaffen, sie erfüllt in der Maschinenwelt keinen Zweck und sollte gelöscht werden. Neo erfährt somit mit Erstaunen, dass Programme Gefühle empfinden und lieben können.
Der Trainman ist das Programm, das den Zwischenwelt-Bahnhof kontrolliert. Er arbeitet im Auftrag des Merowingers, der diese Zwischenstation als Verbindung benutzt, um Programme in die Matrix oder aus ihr heraus zu schmuggeln. Dies erfahren Morpheus und Trinity, als sie sich zum Orakel begeben. Mit den neuen Informationen über den Verbleib von Neo suchen sie mit der Unterstützung von Seraph in einer Diskothek den Merowinger auf. Der Merowinger verlangt die Augen des Orakels, wenn er Neo aus der Zwischenwelt freilassen soll. Nach einem kurzen Kampf gelingt es Trinity, den Merowinger mit einer Waffe zu bedrohen, so dass dieser einlenkt und Neo freigibt.
Nach seiner Freilassung besucht Neo das Orakel, bei dem das Mädchen Sati Zuflucht gefunden hat. Das Orakel hat ein anderes Aussehen, da seine Hülle gelöscht wurde und es sich eine neue suchen musste. Neo erhält weitere Informationen über seine Aufgabe und über Smith. Smith ist das Äquivalent zu Neo, das Ergebnis der Gleichung des Architekten der Matrix, der ein Gleichgewicht der Kräfte innerhalb der Matrix anstrebt. Anschließend kehren Neo, Morpheus und Trinity in die reale Welt zurück. Kurz darauf nimmt Smith das Haus des Orakels ein, überschreibt Seraph, Sati und das Orakel. Es wird deutlich, dass Smith nach dem Überschreiben die Erinnerungen seiner Opfer auslesen kann.
Bane ist inzwischen wieder erwacht und soll als einziger Überlebender der Schlacht erklären, warum ein elektromagnetischer Impuls zu früh ausgelöst wurde. Er selbst behauptet, dass er sich an nichts mehr erinnern könne. Bevor ihm Maggie, die Ärztin des Schiffs, ein Mittel spritzen kann, das ihm bei der Erinnerung helfen soll, gesteht er ihr seine Sabotage und tötet sie.
Währenddessen wird Niobes Schiff, die Logos, gefunden. Neo erklärt den versammelten Mannschaften, er wisse, was er zu tun habe und er brauche ein Schiff, um in die Maschinenstadt zu gelangen. Niobe überlässt ihm die Logos. Alle anderen versuchen, mit der Hammer zurück nach Zion zu kommen, wobei man hofft, noch in die Entscheidungsschlacht gegen die Wächter eingreifen zu können.
Neo und Trinity wollen allein mit der Logos aufbrechen. Trinity wird bei den Vorbereitungen von Bane, der sich unbemerkt auf das Schiff geschlichen hat, angegriffen und überwältigt. Als Neo eingreift, entbrennt ein Zweikampf. Neo erblindet, als Bane ihm ein elektrisches Kabel in das Gesicht stößt. Trotz fehlenden Augenlichts kann Neo Smith in Banes Körper wahrnehmen und Bane überwältigen.
In Zion sind derweil die Wächter in das Dock eingedrungen, die Endschlacht um Zion beginnt. Niobe steuert die Hammer, verfolgt von einer Schar von Wächtern, durch einen Wartungstunnel bis ins Dock. Durch den Einsatz eines elektromagnetischen Pulses versucht die Besatzung, alle sich im Dock befindenden Wächter auszuschalten. Dabei wird die gesamte elektronische Verteidigungstechnik von Zion zerstört. Die Menschen müssen sich in den Tempel zurückziehen, als eine neue Welle von Wächtern den Kampf wieder aufnimmt.
In der Zwischenzeit sind Neo und Trinity an der Erdoberfläche angekommen und können trotz heftiger Gegenwehr der Wächter bis in das Zentrum der Maschinenstadt vordringen. Durch ein Ausweichmanöver über den Wolken können sie angreifende Wächter abschütteln, verlieren aber die Kontrolle über das Schiff und stürzen ab. Trinity wird bei dem Aufprall tödlich verletzt und stirbt erneut in Neos Armen.
Neo betritt die Maschinenstadt, um dort mit den Maschinen zu verhandeln. Neo erklärt, dass das Programm Smith außer Kontrolle geraten sei und somit auch eine Gefahr für die Maschinen darstelle. Er bietet an, Smith zu besiegen, und fordert als Gegenleistung einen Frieden zwischen Menschen und Maschinen. Die Maschinen akzeptieren und schließen Neo an die Matrix an, die mittlerweile von Smith komplett übernommen wurde.
Es kommt zum entscheidenden Kampf, den Smith allein bestreitet, da er sich sicher ist, dass er siegen wird. Als Neo am Boden liegt, spricht Smith davon, wie er dies vorausgesehen habe, und gibt, beseelt vom Orakel, einen ihrer Sätze wieder: „Alles, was einen Anfang hat, hat auch ein Ende, Neo“. Neo gibt daraufhin scheinbar auf und lässt sich von Smith überschreiben. Dies führt dazu, dass die Maschinenstadt nun wieder die Kontrolle über Smith hat, da Neo mit ihr verbunden war. Um Smith zu löschen, überschreibt die Maschinenstadt das Programm Smith und es kommt zu einer Massenlöschung in der Matrix.
Die Wächter sind bis vor den Tempel von Zion vorgerückt. Sie brechen jedoch wie versprochen ihren Angriff ab und ziehen sich zurück. Morpheus und den anderen wird klar, dass Neo sie gerettet hat. Gleich darauf wird die Matrix neu gestartet. Am Ende treffen sich das Orakel und der Architekt darin. Der Architekt stellt die Frage, wie lange dieser Frieden halten solle, woraufhin das Orakel antwortet: „So lange es geht!“

## Entstehung und Veröffentlichung
| Figur                   | Darsteller            | Deutscher Sprecher       |
| ----------------------- | --------------------- | ------------------------ |
| Thomas A. Anderson/Neo  | Keanu Reeves          | Benjamin Völz            |
| Morpheus                | Laurence Fishburne    | Tom Vogt                 |
| Trinity                 | Carrie-Anne Moss      | Martina Treger           |
| Agent Smith             | Hugo Weaving          | Hans-Jürgen Wolf         |
| Niobe                   | Jada Pinkett Smith    | Claudia Urbschat-Mingues |
| Persephone              | Monica Bellucci       | Judith Brandt            |
| Das Orakel              | Mary Alice            | Regine Albrecht          |
| Merowinger              | Lambert Wilson        | Patrice Luc Doumeyrou    |
| Mifune                  | Nathaniel Lees        | Roland Hemmo             |
| Commander Lock          | Harry J. Lennix       | Thomas Wolff             |
| Der Architekt           | Helmut Bakaitis       | Otto Mellies             |
| Zee                     | Nona Gaye             | Bianca Krahl             |
| Bane                    | Ian Bliss             | Gerald Schaale           |
| Cas                     | Gina Torres           | Almut Zydra              |
| Link                    | Harold Perrineau, Jr. | Charles Rettinghaus      |
| Sati                    | Tanveer K. Atwal      | Shalin Rogall            |
| Michael Karl Popper/Kid | Clayton Watson        | Marcel Collé             |
| Trainman                | Bruce Spence          | Reiner Schöne            |
| Seraph                  | Collin Chou           | Norman Matt              |
| Maggie                  | Essie Davis           | Andrea Solter            |
| Senator Dillard         | Robyn Nevin           | Karin Buchholz           |

Der Film wurde parallel zum zweiten Teil Matrix Reloaded gedreht und kam weltweit am 5. November 2003 in die Kinos.
Für Matrix Revolutions musste die Rolle des Orakels umbesetzt werden. Gloria Foster, welche die Figur in den ersten beiden Teilen spielte, war 2001 an den Folgen von Diabetes mellitus gestorben, bevor die Szenen für den dritten Teil gedreht werden konnten. Ihre Rolle im Film sowie in den Filmsequenzen des Videospiels Enter the Matrix übernahm Mary Alice.
Die deutsche Synchronisation entstand nach einem Dialogbuch und unter der Dialogregie von Tobias Meister im Auftrag von R.C. Production.
Die weltweiten Einnahmen aus Kinovorführungen beliefen sich auf 427,3 Millionen US-Dollar, von denen der Film 139,3 Millionen im nordamerikanischen Raum erwirtschaften konnte.

## Kritik
Matrix Revolutions erhielt ein schlechtes Presseecho, was sich auch in den Auswertungen US-amerikanischer Aggregatoren widerspiegelt. So erfasst Rotten Tomatoes überwiegend kritische Besprechungen und ordnet den Film dementsprechend als „Gammelig“ ein. Laut Metacritic fallen die Bewertungen im Mittel „Gemischt oder Durchschnittlich“ aus.

„Aufwändiges Actionspektakel, dessen anfänglich noch reizvolle Konzeption nun nicht mehr als tragfähige Koordinaten eines spielerisch-anregenden Konzepts mit philosophischen Anklängen taugt. Unter deutlich erkennbaren kommerziellen Vorzeichen werden lediglich die äußeren Hauptfäden in episodischer Struktur weitergesponnen, wobei sich die Fortsetzung zugunsten eines bombastischen Kriegs- und Kampfgetümmels der gedanklichen Vielfalt weitgehend entledigt.“

„Sinnloses Gefasel, stupides Geballer: Mit ‚Matrix Revolutions‘ beenden die Wachowski-Brüder ihre einst viel versprechende Science-Fiction-Trilogie – und tragen ihren eigenen Mythos zu Grabe.“

„Aber alles, was einen Anfang hat, muss ein Ende haben, Neo, Smith und endlich auch dieser Film. Wir wollen seinesgleichen nicht mehr sehen.“

„In dem Maße, in dem ich in der Lage war, meine Fragen beiseite zu legen, Logik zu vergessen, Anschlussfehler zu ignorieren und mich im Moment zu verlieren, war ‚Matrix Revolutions‘ eine grandiose Action-Errungenschaft.“

„Matrix Revolutions lässt uns etwas zum Denken für Jahre.“

## Fortsetzung
Im August 2019 wurde bekannt, dass ein vierter Matrix-Film produziert werde. Keanu Reeves und Carrie-Anne Moss sollten darin ihre Rollen als Neo und Trinity erneut aufnehmen. Die Regie übernahm Lana Wachowski, die den Film außerdem produzierte und zusammen mit Aleksandar Hemon und David Mitchell das Drehbuch schrieb. Die Dreharbeiten begannen Anfang 2020. Der Film ist am 23. Dezember 2021 unter dem Titel The Matrix Resurrections in die deutschen Kinos gekommen.